# Thomas Sørensen
Thomas Løvendahl Sørensen (Fredericia, 12 de junho de 1976) é um ex-futebolista dinamarquês que atuava como goleiro.
Pela seleção de seu país, Sørensen disputou a Eurocopa de 2000, a Copa do Mundo de 2002, a Eurocopa de 2004 e a Copa do Mundo de 2010.

## Carreira

### Odense BK, Vejle e Svendborg
Nascido em Fredericia, Sørensen começou a jogar futebol com os clubes de jovens locais em Erritsø e Assens. Ele então se mudou para a equipe de jovens de alto vôo clube Odense Boldklub. Ele jogou em jogos de treinamento contra o FC St. Pauli e Werder Bremen, em fevereiro de 1993, ele assinou um contrato de estagiário com o clube. Ele foi logo jogar no profissional com plantel Odense BK do primeiro time na Superliga dinamarquesa do campeonato. Sørensen serviu como uma substituto o goleiro do clube, e não jogou qualquer jogo de campeonato para o clube.
Durante a temporada 1995-1996, ele foi emprestado ao rival da liga, Vejle BK, em dezembro de 1995. Inicialmente um substituto para Erik Boye, ele fez sua estréia na Superliga em março de 1996. Sørensen jogou três jogos completamente impressionantes em uma linha, ea imprensa apelidou o novo Peter Schmeichel. Ele jogou seis jogos da liga em todo o campeonato para Vejle, incluindo uma derrota de 0-6 para Brondby IF, antes de ser descartado pelo técnico Ole Fritsen após a derrota 0-1 para Viborg FF, em que Viborg de Ralf Pedersen cabeceou das mãos de Sorensen para marcar o gol. Sørensen quebrou o braço no verão de 1996, mas continuou seu contrato de empréstimo com o Vejle até o Verão de 1997, sem jogar pelo clube. Odense então emprestado-lo novamente, desta vez para Svendborg FC na segunda divisão dinamarquesa, onde jogou a temporada 1997-98.

### Sunderland
No verão de 1998, Sørensen foi para o exterior para jogar pelo clube Inglês Sunderland na Divisão de Futebol Premier League, a liga de nível elite. Dificilmente alguém de fora da Dinamarca tinha sequer ouvido falar do goleiro, só especialistas e fanáticos. quando o gerente inglês Peter Reid comprou o garoto de 22 anos do Odense por cerca de £ 510.000 em julho de 1998. Sørensen foi comprado para substituir o goleiro favorito Lionel Pérez, que saiu em uma transferência livre. Este movimento ajudou o Sunderland a promoção para o topo do Campeonato Inglês, quando Sørensen e sua equipe pegou o título de Campeão da Liga em 1999. Sørensen quebrou com o clube a ficha limpa, recorde com 29 folhas limpas no processo.
Sørensen estabeleceu-se como goleiro do Sunderland no Campeonato Inglês, e ajudou o clube a terminar em sétimo, tanto de suas duas primeiras temporadas da Premiership. Ele ganhou status de lenda com os torcedores do Sunderland em 2001, quando ele salvou um pênalti de Alan Shearer nos últimos momentos de um jogo de novembro de 2000, para preservar uma vitória valiosa sobre os arco-rivais Newcastle United. Em 2002-03 temporada, Sørensen foi ferido em outubro de 2002 a janeiro de 2003, e só jogou 21 de 38 jogos. Sunderland estavam lutando dentro e fora de campo e Sorensen não conseguiu salvar o clube do rebaixamento no final da temporada.
Reid já havia sido saqueada, e como resultado do clube de montagem preocupações financeiras, Sunderland vendido Sørensen por £ 2 milhões para o Aston Villa, que ocupava fora do interesse de um punhado de outros clubes, incluindo Manchester United e Arsenal. Ele jogou quase 200 jogos em Wearside para Sunderland e continua a ser um favorito dos fãs.

## Títulos
Sunderland
- Campeonato Inglês — Segunda Divisão: 1998–99

### Individual
- Jogador Escritores Nordeste de Futebol 'do Ano: 2001